# Братиня (печера)
Братиня (печера) (рос. Братыня) — печера в Архангельській області, на Біломорсько-Кулойському плато європейської півночі Росії. Карстова печера комплексного (горизонтального и вертикального) типу простягання. Загальна протяжність — 525 м. Глибина печери становить 20 м. Категорія складності проходження ходів печери — 1.